# Pusta Zatoka (zatoka)

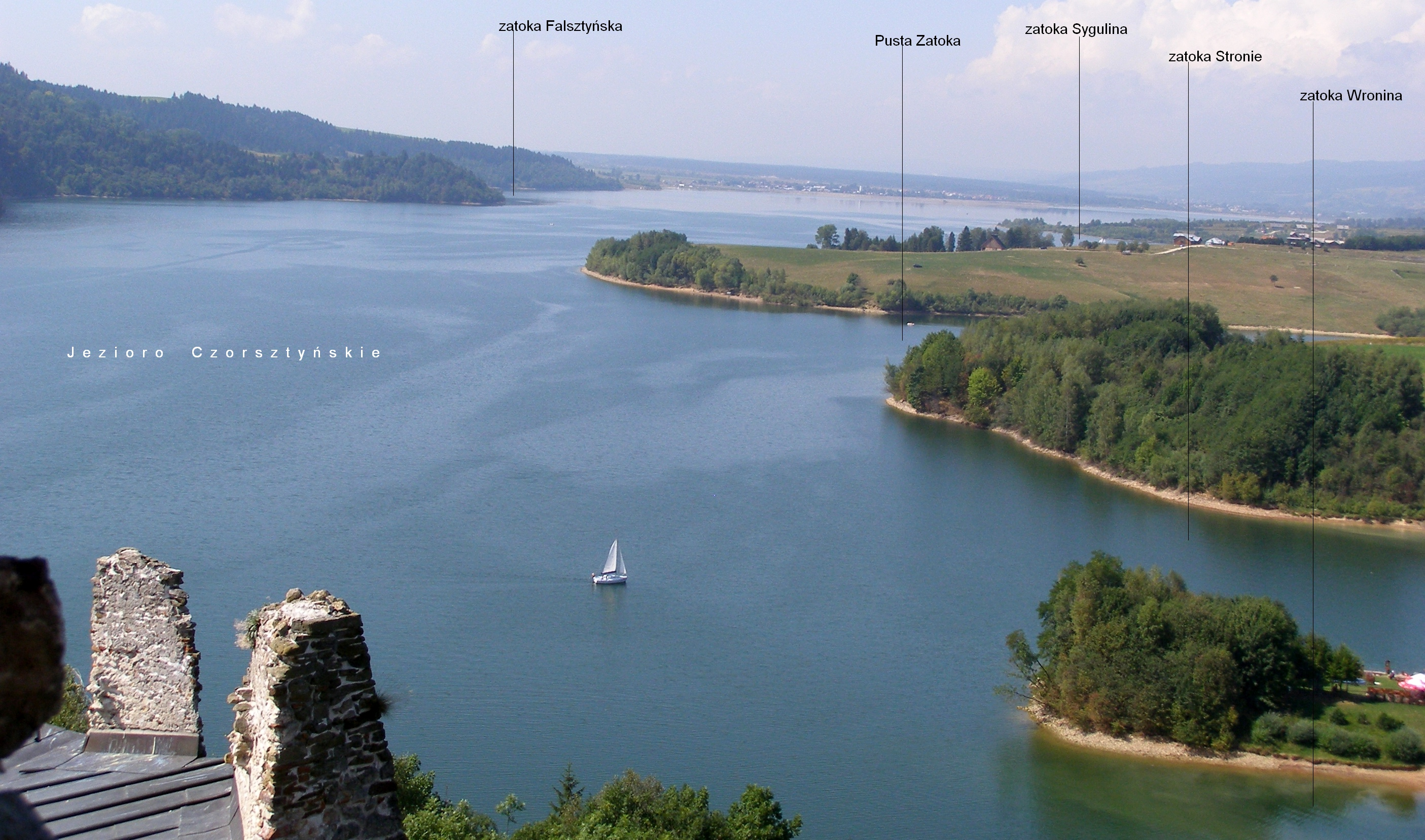
Widok z Zamku Czorsztyn

Pusta Zatoka – zatoka na lewym brzegu Jeziora Czorsztyńskiego w granicach wsi Kluszkowce w województwie małopolskim, w powiecie nowotarskim, w gminie Czorsztyn.
Jest to duża i głęboko w ląd wcięta zatoka. Jej zachodni brzeg tworzy półwysep Stylchyn, wschodni pola wsi Kluszkowce. Dawniej była to dolina potoku Kluszkowianka, po wybudowaniu Zapory Niedzica na Czorsztyńskim Przełomie i napełnianiu Jeziora Czorsztyńskiego wodą, stała się zatoką. Tereny nad zatoką są w większości bezleśne, zajęte przez pola wsi Kluszkowce, równolegle do brzegu i w niewielkiej od niego odległości biegnie droga. Na zatoce znajduje się pomost i przystań wodna. Dojechać tu można od drogi wojewódzkiej nr 969 lub Osady Czorsztyn.
Pusta Zatoka jest jednym z bardziej znanych miejsc plażowania nad Jeziorem Czorsztyńskim. Są nad nią plaża, parking, kajaki, rowerki wodne, mała i duża gastronomia. Wokół zatoki i całego Jeziora Czorsztyńskiego prowadzi szlak rowerowy „VeloCzorsztyn”.